# 343 Ostara
A 343 Ostara (ideiglenes jelöléssel 1892 N) a Naprendszer kisbolygóövében található aszteroida. Maximilian Franz Joseph Cornelius Wolf fedezte fel 1892. november 15-én.